# Гротичела-Скарфато (Казерта)
Гротичела-Скарфато је насеље у Италији у округу Казерта, региону Кампанија.
Према процени из 2011. у насељу је живело 491 становника. Насеље се налази на надморској висини од 36 м.